# Ebalia nobilii
Ebalia nobilii is een krabbensoort uit de familie van de Leucosiidae. De wetenschappelijke naam van de soort is voor het eerst geldig gepubliceerd in 1916 door Balss.